# الجميلة (عفرين)
الجميلة أو جومكة سابقًا (بالكردية: Cûmkê‏) هي قرية سوريّة تتبع إداريّاً لمحافظة حلب منطقة عفرين ناحية مركز عفرين. بلغ تعداد سكانها 28 نسمة حسب التعداد السكاني لعام 2004، و479 نسمة حسب قيود السجل المدني لنهاية عام 2005.